# Aellopos cubana
Aellopos cubana är en fjärilsart som beskrevs av Clark 1936. Aellopos cubana ingår i släktet Aellopos och familjen svärmare. Inga underarter finns listade i Catalogue of Life.